# Fuggerei
Fuggerei er verdens ældste sociale institutionskompleks, der stadig er i brug. Det er en enklave omgivet af en mur i byen Augsburg, Bayern, Tyskland. Det har navn fra Fuggerfamilien, og blev grundlagt i 1516 af Jakob Fugger den yngre (kendt som "Jakob Fugger den rige") som et sted, hvor folk i nød fra byen kunne bo. I 1523 var der blevet opført 52 huse, og i de efterfølgende år blev området udvidet med forskellige gader, små pladser og en kirke. Portene blev låst om natten, så Fuggerei var meget lig en lille uafhængig middelalderby.
Det er fortsat beboet, hvilket giver den status som det ældste sociale boligbyggeri i verden.